# Bongas (Pamanukan)
Bongas is een bestuurslaag in het regentschap Subang van de provincie West-Java, Indonesië. Bongas telt 4680 inwoners (volkstelling 2010).